# Прогресс М-39
Прогресс М-39 — транспортный грузовой космический корабль (ТГК) серии «Прогресс», запущен к орбитальной станции «Мир». Серийный номер 238.
Запуск ТГК стал первым, когда из числа полигонных отдельных измерительных пунктов (ОИП) работали только 1-й и 5-й, расположенные недалеко от места старта. Из них фактически только ОИП-1 может проводить траекторные измерения и принимать телеметрию с ракеты-носителя на участке выведения.

## Цель полёта
Доставка на орбитальную станцию (ОС) более 2400 килограммов различных грузов, в числе которых топливо, запас кислородной смеси, средства индивидуальной защиты, посылки для членов экипажа. Доставка на ОС «Мир» 15 мелких тритонов и улиток для научных исследований.

## Хроника полёта
- 15.05.1998, в 01:12:58.893 (MSK), (14 мая 22:12:59 UTC) — запуск с космодрома Байконур;
- 17.05.1998, в 02:50:33 (MSK), (16 мая 23:50:33 UTC) — осуществлена стыковка с ОС «Мир» к стыковочному узлу на агрегатном отсеке служебного модуля «Квант». Процесс сближения и стыковки проводился в автоматическом режиме;
- 29.10.1998, в 05:34:40 (MSK), (05:34:40 UTC) — ТГК отстыковался от ОС «Мир» и отправился в автономный полёт.

## Перечень грузов
Суммарная масса всех доставляемых грузов: 2437,3 кг.